# 朱鼎健
朱鼎健，BBS，JP（1974年—），中华人民共和国第十二届、第十三屆，第十四屆全国政协委员、香港商人。

## 簡介
朱鼎健有加拿大韋仕敦大學工商管理學士學位及名誉法学博士学位，繼父親朱樹豪後，擔任香港骏豪集团、觀瀾湖集團主席丶若干觀瀾湖集團關聯公司董事。2020年10月獲頒銅紫荊星章。 

## 生平
- 朱鼎健指出自己曾於餐廳、超級市場任職，而父親朱樹豪對他是嚴格要求的[8]。由於父親患病，朱鼎健32歲便接手家族生意，其後，接任香港駿豪集團、觀瀾湖集團主席，目前觀瀾湖高爾夫球會布局於海南島、東莞、深圳。 並且把觀瀾湖集團的業務由單一的高爾球俱樂部向以 高爾球俱樂部為中心向旅游、地產、休閑產業、物管、大型商業綜合體、教育等方面發展的綜合集團。

## 社會職務
- 全國政協委員
- 中國企業體育協會副主席
- 中國外商投資企業協會副會長
- 中國和平統一促進會理事
- 香港友好協進會發展基金會副主席
- 中美交流基金會贊助人
- 團結香港基金會參事
- 百仁基金會員[9]
- 香港中文大學校董
- 香港潮屬社團總會首席會長
- 香港工商專業協進會永遠名譽會長
- 中國體育工作者聯會(香港)首席會長
- 大嶼山發展諮詢委員會委員
- 加拿大韋仕敦大學國際諮詢委員會委員
- 世界旅遊業理事會理事
- 香港工商专业协进会永远名誉会长
- 海南省政协常委 [10]2018年1月，当选第十三届全国政协委员[11]。